# منزلقة (واجهة المستخدم)
المُنزلِقة أو المُنزلق (بالإنجليزية: Cursor) هي مؤشر يستخدم لإظهار المكان الحالي (insertion point وcaret stop وcaret tab) عند كتابة النص في الحاسوب.

## معرض الصور

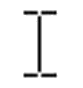
الشعرة، هي شكل خاص من أشكال المنزلقة
المنزلقة بجانب عبارة Wikipe_dia
المنزلقة داخل صندوق إدخال النص